# Lovelaceville
Lovelaceville est une census-designated place située dans le comté de Ballard, dans le Commonwealth du Kentucky, aux États-Unis. 

## Population
La population s’éleve à 124 habitants lors du recensement de 2020.

## Toponymie
La ville est nommée d'après Elias et Andrew Lovelace qui s'y sont installés et ont élevé leur famille vers 1830. La famille Lovelace est originaire de Caroline du Nord et du Sud, après avoir immigré d'Angleterre.

## Source
- (en) Cet article est partiellement ou en totalité issu de l’article de Wikipédia en anglais intitulé « Lovelaceville, Kentucky » (voir la liste des auteurs).

1. ↑  (en) « Total Population in Lovelaceville CDP », sur Data Census gov (consulté le 22 juillet 2025)